# العلاقات الأوغندية البوتسوانية
العلاقات الأوغندية البوتسوانية هي العلاقات الثنائية التي تجمع بين أوغندا وبوتسوانا.

## مقارنة بين البلدين
هذه مقارنة عامة ومرجعية للدولتين:
| وجه المقارنة                                              | أوغندا                        | بوتسوانا                       |
| --------------------------------------------------------- | ----------------------------- | ------------------------------ |
| المساحة (كم2)                                             | 241.04 ألف                    | 581.74 ألف                     |
| عدد السكان (نسمة)                                         | 42.86 مليون                   | 2.29 مليون                     |
| الكثافة السكانية (ن./كم²)                                 | 177.81                        | 3.94                           |
| العاصمة                                                   | كامبالا                       | غابورون                        |
| اللغة الرسمية                                             | لغة إنجليزية، اللغة السواحلية | لغة إنجليزية                   |
| العملة                                                    | شيلينغ أوغندي                 | بولا بوتسواني                  |
| الناتج المحلي الإجمالي (بليون دولار)                      | 25.89 مليار                   | 17.41 مليار                    |
| الناتج المحلي الإجمالي (تعادل القوة الشرائية) بليون دولار | 72.25 مليار                   | 35.84 مليار                    |
| الناتج المحلي الإجمالي الاسمي للفرد دولار أمريكي          | 705                           | 6.36 ألف                       |
| الناتج المحلي الإجمالي للفرد دولار أمريكي                 | 1.77 ألف                      | 16.10 ألف                      |
| مؤشر التنمية البشرية                                      | 0.483                         | 0.698                          |
| رمز المكالمات الدولي                                      | +256                          | +267                           |
| رمز الإنترنت                                              | .ug                           | .bw                            |
| المنطقة الزمنية                                           | ت ع م+03:00                   | ت ع م+02:00، توقيت وسط إفريقيا |

## منظمات دولية مشتركة
يشترك البلدان في عضوية مجموعة من المنظمات الدولية، منها:
| علم المنظمة | اسم المنظمة                                 | تاريخ انضمام أوغندا | تاريخ انضمام بوتسوانا |
| ----------- | ------------------------------------------- | ------------------- | --------------------- |
|             | وكالة ضمان الاستثمار متعدد الأطراف          | 10 يونيو 1992       | 15 مايو 1990          |
|             | الأمم المتحدة                               | 25 أكتوبر 1962      | 17 أكتوبر 1966        |
|             | دول الكومنولث                               | ?                   | ?                     |
|             | منظمة حظر الأسلحة الكيميائية                | ?                   | ?                     |
|             | منظمة التجارة العالمية                      | ?                   | ?                     |
|             | منظمة الشرطة الجنائية الدولية               | ?                   | ?                     |
|             | الاتحاد الأفريقي                            | ?                   | 31 أكتوبر 1966        |
|             | البنك الإفريقي للتنمية                      | ?                   | ?                     |
|             | مؤسسة التنمية الدولية                       | 27 سبتمبر 1963      | 24 يوليو 1968         |
|             | يونسكو                                      | 9 نوفمبر 1962       | 16 يناير 1980         |
|             | مجموعة دول أفريقيا والكاريبي والمحيط الهادئ | ?                   | ?                     |
|             | الاتحاد البريدي العالمي                     | ?                   | ?                     |
|             | البنك الدولي للإنشاء والتعمير               | 27 سبتمبر 1963      | 24 يوليو 1968         |
|             | الاتحاد الدولي للاتصالات                    | 8 مارس 1963         | 2 أبريل 1968          |
|             | مؤسسة التمويل الدولية                       | 27 سبتمبر 1963      | 23 مارس 1979          |
|             | المركز الدولي لتسوية المنازعات الاستشارية   | 14 أكتوبر 1966      | 14 فبراير 1970        |

## وصلات خارجية
- موقع وزارة الخارجية الأوغندية
- موقع وزارة الخارجية البوتسوانية